# Maarten Schmidt
Maarten Schmidt (Groningen, 28 december 1929 – Fresno (Californië), 17 september 2022) was een Nederlands astronoom, werkzaam in de Verenigde Staten, die de afstand van quasars heeft ontdekt.
Hij werd in Groningen geboren en promoveerde in 1956 bij Jan Hendrik Oort in Leiden op een proefschrift over de massaverdeling in het melkwegstelsel. In 1959 ging hij werken bij het California Institute of Technology. Hij hield zich aanvankelijk bezig met de massaverdeling en de dynamiek van sterrenstelsels en publiceerde in 1965 een beroemd artikel over de rotatiekromme van de melkweg.
Vervolgens ging hij zich bezighouden met het bestuderen van lichtspectra van radiobronnen. In 1963 was hij de eerste die de afstand van een quasar (quasi stellar object) mat door de roodverschuiving te bepalen van de quasar 3C 273, die eerder gedetecteerd was met de Cambridge Interferometer en de Parkes radiotelescoop. Quasars zijn sterachtige objecten - verre sterrenstelsels - met een spectrum waarin de spectraallijnen sterk  rood verschoven zijn.
Hij ontdekte dat alle quasars op een grote afstand staan en veelvuldig voorkwamen toen het heelal nog jong was. Deze ontdekking betekende het einde van de steady-statetheorie van Fred Hoyle.
Later hield hij zich bezig met röntgen- en gammaonderzoek van het heelal.
Schmidt overleed op 92-jarige leeftijd in de Californische plaats Fresno.

## Onderscheidingen
- Helen-B.-Warner-Prijs, American Astronomical Society, 1964.
- Voorpagina Time 11 maart 1966.
- Rumford-Prijs, American Academy of Arts and Sciences, 1968.
- Karl-Schwarzschild-Medaille, Astronomische Gesellschaft, 1968.
- Henry Norris Russell Lectureship, 1978.
- Jansky-Prijs, National Radio Astronomy Observatory, 1979.
- Gouden medaille van de Royal Astronomical Society, 1980.
- James Craig Watson Medal, National Academy of Sciences, 1991.
- Bruce Medal, Astronomical Society of the Pacific, 1992.
- Kavli Prijs voor Astrofysica (2008)
- lid van de Noorse Academie voor wetenschappen en letteren.[6]

Naar hem genoemd
- planetoïde 10430 Martschmidt